# 片町 (津島市)
片町（かたまち）は、愛知県津島市の地名。現行行政地名は片町1丁目及び片町2丁目。

## 地理
津島市西部に位置する。東は横町・筏場町・西御堂町、北は橋詰町に接する。

## 歴史

### 沿革
- 1953年（昭和28年） - 津島市大字津島の一部により、同市片町として成立[1]。

## 世帯数と人口
2018年（平成30年）1月1日現在の世帯数と人口は以下の通りである。
| 丁目       | 世帯数 | 人口  |
| ---------- | ------ | ----- |
| 片町一丁目 | 22世帯 | 40人  |
| 片町二丁目 | 36世帯 | 79人  |
| 計         | 58世帯 | 119人 |

### 人口の変遷
国勢調査による人口の推移
| 1995年（平成7年）  | 184人 | [ 7 ]  |  |
| 2000年（平成12年） | 160人 | [ 8 ]  |  |
| 2005年（平成17年） | 148人 | [ 9 ]  |  |
| 2010年（平成22年） | 131人 | [ 10 ] |  |
| 2015年（平成27年） | 114人 | [ 11 ] |  |

## 学区
市立小・中学校に通う場合、学区は以下の通りとなる。また、公立高等学校に通う場合の学区は以下の通りとなる。
| 丁目       | 番・番地等 | 小学校           | 中学校             | 高等学校 |
| ---------- | ---------- | ---------------- | ------------------ | -------- |
| 片町一丁目 | 全域       | 津島市立西小学校 | 津島市立天王中学校 | 尾張学区 |
| 片町二丁目 | 全域       | 津島市立西小学校 | 津島市立天王中学校 | 尾張学区 |

## 施設
- 真宗大谷派浄光寺[6]北緯35度10分31.3秒 東経136度43分24.9秒 / 北緯35.175361度 東経136.723583度

## 史蹟
- 津島市指定文化財 - 豊臣秀頼筆六字名号（浄光寺所蔵）[6]

## その他

### 日本郵便
- 郵便番号 : 496-0826[4]（集配局：津島郵便局[14]）。